# Giro dell'Appennino 1993
Il Giro dell'Appennino 1993, cinquantaquattresima edizione della corsa, si svolse il 19 maggio 1993, su un percorso di 209 km. La vittoria fu appannaggio dell'italiano Giuseppe Calcaterra, che completò il percorso in 5h30'36", precedendo gli italiani Valerio Tebaldi e Diego Trepin.
I corridori che partirono furono 111, mentre coloro che tagliarono il traguardo di Pontedecimo furono 54.

## Ordine d'arrivo (Top 10)
| Pos. | Corridore            | Squadra                          | Tempo    |
| ---- | -------------------- | -------------------------------- | -------- |
| 1    | Giuseppe Calcaterra  | Amore & Vita-Galatron            | 5h30'36" |
| 2    | Valerio Tebaldi      | Gatorade                         | a 34"    |
| 3    | Diego Trepin         | ZG Mobili-Bottecchia             | a 51"    |
| 4    | Andrea Ferrigato     | Ariostea                         | a 1'18"  |
| 5    | Silvio Martinello    | Mercatone Uno-Zucchini-Medeghini | a 2'00"  |
| 6    | Gianni Faresin       | ZG Mobili-Bottecchia             | a 3'53"  |
| 7    | Francesco Casagrande | Mercatone Uno-Zucchini-Medeghini | s.t.     |
| 8    | Davide Cassani       | Ariostea                         | s.t.     |
| 9    | Michele Coppolillo   | Navigare-Blue Storm              | s.t.     |
| 10   | Claudio Chiappucci   | Carrera Jeans-Tassoni            | s.t.     |